# Arthur Müller (Schriftsteller)
Arthur Müller (* 26. Juni 1828 in Namslau, Niederschlesien; † 10. April 1873 in München) war ein deutscher Schriftsteller. Heute vergessen, war er seinerzeit ein arrivierter Theaterdichter und Lyriker des bürgerlichen Realismus. Gewöhnlich lebte er unstet als Hauslehrer, Zeitungskorrespondent und Korrektor griechischer und lateinischer Werke.

## Leben
Müller studierte an der Universität Breslau Philosophie. 1848 wurde er als Müller III im Corps Borussia Breslau recipiert. Nach einigen Semestern relegiert, ging er an die Universität Jena. Dann lebte er teils in München, teils einsiedlerisch an kleineren Orten Oberbayerns, besonders auf der Fraueninsel. 1853 wurde er Corpsschleifenträger der Lusatia Breslau. Auch wird Müller berühmt durch die Streitschriften mit Wilhelm Emmanuel von Ketteler, dem Bischof von Mainz. Auslöser für den Streit ist sein Lustspiel „Gute Nacht, Hänschen!“ (1862). Darin beschimpft er die Katholische Kirche nach Meinung des Bischofs ungebührlich; er macht sie auf der Bühne unglaubwürdig und lächerlich. Das Lustspiel war jahrelang ein großer Erfolg beim Publikum, auch als Lustspiel an Neujahr. Der „Verschwörung der Frauen“ war durchschlagender Erfolg beschieden. Er bewog den Theaterdirektor Friedrich Engelken (1804–1879), Müller als Dramaturgen an das neue Aktientheater in München zu ziehen. Der Stoff der Verschwörung fand Eingang in die Operette, so in Die Frauenverschwörung von Max Ring und Gustav Hinrichs und in Donna Juanita (1880) von Franz von Suppè. Eine Zeitlang war Müller am Theater an der Wien als Dramaturg und Theaterdichter angestellt. Er war zeitlebens ein gesellschaftlicher Revolutionär. Im Kampf gegen ihn unterstellten ihm katholische Kirchenmänner ein Kind aus einem nicht belegbaren Verhältnis mit einer Minderjährigen. Müller prozessierte und zerbrach. Mit 44 Jahren ging er durch Gift in den Freitod.

## Freund
Ein enger Freund von Arthur Müller war der 13 Jahre jüngere Schauspieler und Regisseur Ernst von Possart. Er widersetzte sich in seinen Stücken staatlicher und kirchlicher Repression als etwas Unehrlichem und Verabscheuungswürdigem. Hermann von Schmid schrieb 1876 in Die Gartenlaube unter dem Titel „Ein entlaufener Lehrling“:

„Eines der ersten in München von Possart in Szene gesetzten Schauspiele soll ‚Gelbe Rosen‘ von Arthur Müller sein, dem talentvollen Dichter so vieler beliebter Bühnenstücke (‚Gute Nacht, Hänschen‘, ‚Die Verschwörung der Frauen‘), welcher so früh den Faden seiner Schöpfungen mit eigener Hand durchschnitt. Possart war mit Müller in innigster Weise befreundet und hat von ihm die Aufführung dieses letzten Werkes wie eine Art Vermächtnis übernommen, das er in seltener, über den Tod hinausreichender Freundestreue zu erfüllen gedenkt.“

## Grabstätte

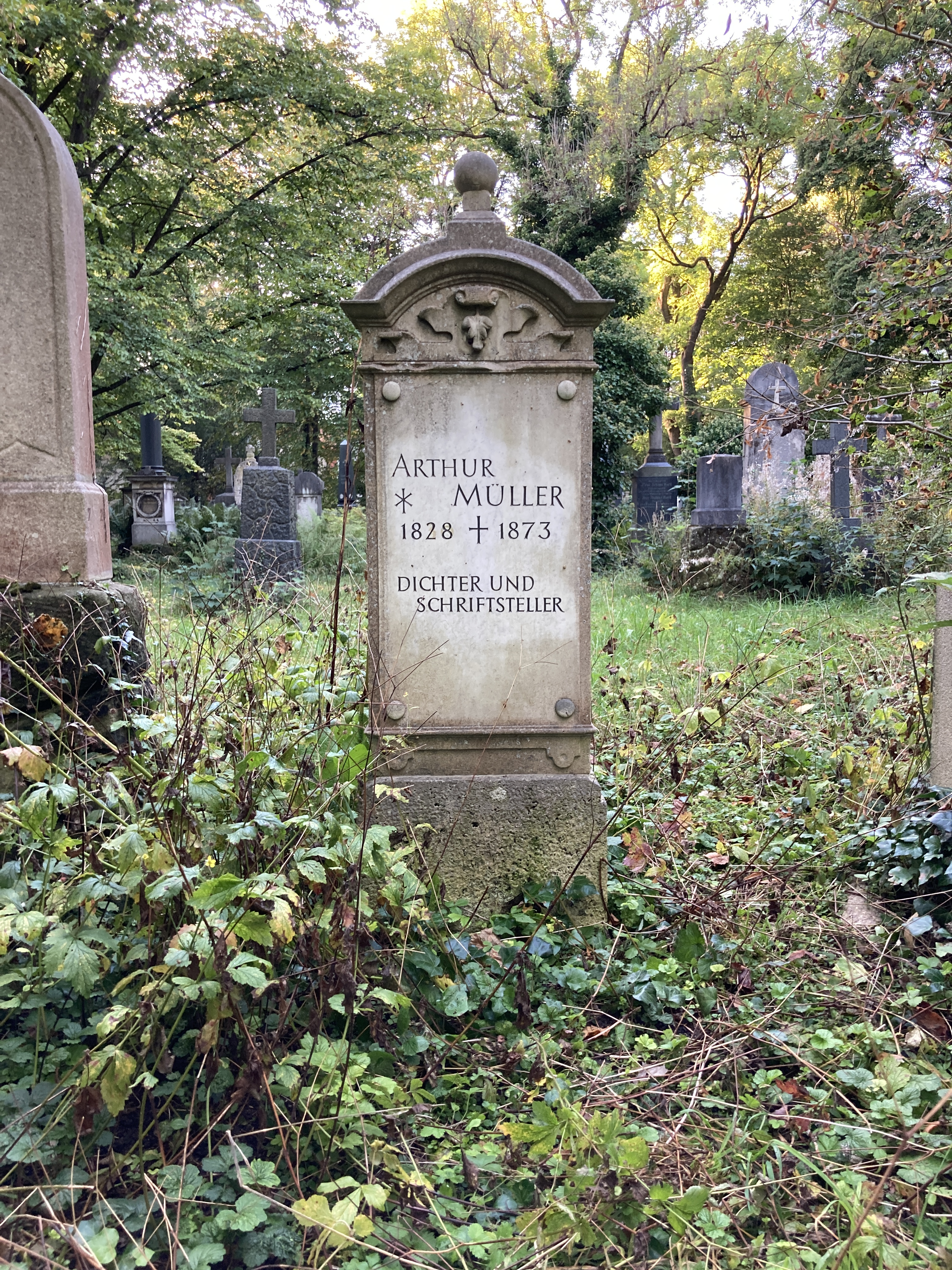
Grab von Arthur Müller auf dem Alten Südlichen Friedhof in München

Die Grabstätte von Arthur Müller befindet sich auf dem Alten Südlichen Friedhof in München (Gräberfeld 33 – Reihe 8 – Platz 27) Standort. Ernst Possart (1841–1921) hielt die Grabrede. Später brachte er Müllers Schauspiel „Gelbe Rosen“ in seltener, über den Tod hinausreichender Freundestreue zur Uraufführung. Weltberühmt und inzwischen geadelt, fand er 48 Jahre nach Müllers Tod in dessen Nähe (Gräberfeld 31 – Reihe 1 – Platz 30) seine letzte Ruhe. Heinrich Bonnenberg ließ Müllers Grab mit korrektem Lebensjahr (nach Geburtsurkunde) restaurieren.

## Werke

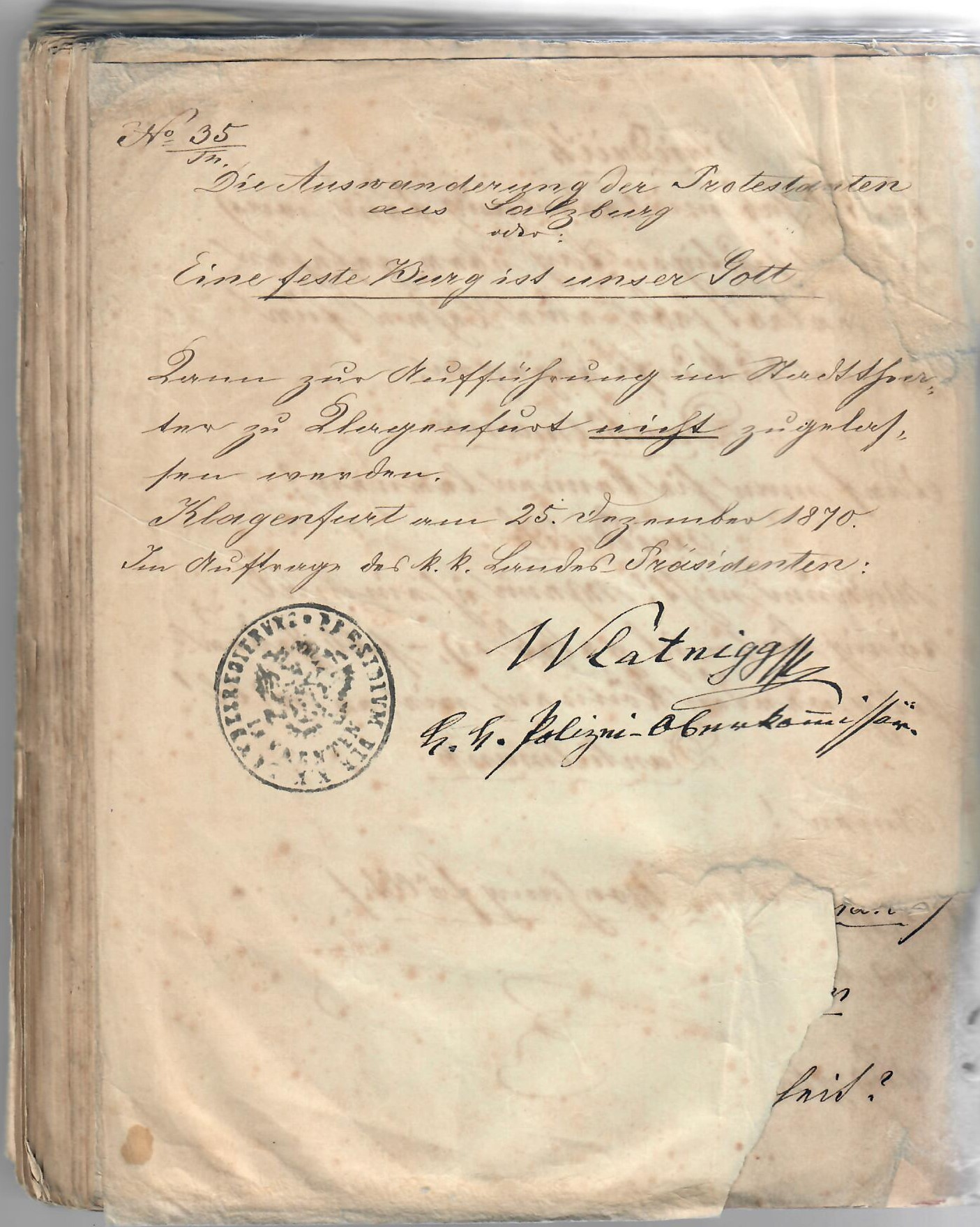
Nichtzulassung in Klagenfurt

Von seinen Werken wurden veröffentlicht:
Schwänke
Auf dem Exerzierplatz
Volksstücke
Der schwarze Wilhelm (1860)
Großbeeren und Dennewitz (1861)
Auf der Gant
Ein feste Burg ist unser Gott (1860, 1870 Aufführungsverbot in Klagenfurt, 1911 von Lion Feuchtwanger für die Bühne neu bearbeitet)
Ein Haberfeldtreiben (1866, Preis des Münchner Aktientheaters)
Johannisfeuer oder Der Gemskönig (1867)
Das Wichtel oder Ein guter Hausgeist (1866)
Schauspiele
Ehre um Ehre
Fürst und Bischof
Gelbe Rosen (1873)
Trauerspiele
Der Fluch des Galilei (1867)
Geächtet oder Otto der Groß und sein Haus (1867)
Die Kaiserglocke von Speyer
Kepler
Der letzte König der Juden (1862)
Timoleon (1854)
Dramatisches Gedicht
Goethe-Tasso (1853)
Lustspiele
Gute Nacht, Hänschen! (1865)
Der Husten des Herrn von Montbazon
Der Kuckuck (1867)
Ein Ritt ins deutsche Reich (1867)
Der Teufel ist los (1859)
Unter der Kritik (1868)
Von Jenseits der Berge (1868)
Wie geht's dem Könige? (1868)
Der verhängnisvolle Feldwebel (1864)
Die Verschwörung der Frauen oder Die Preußen in Breslau (1858)
Vier Wochen Arrest (1868)
Liederspiel
Eine ländliche Verlobungsanzeige (1868)
Streitschriften
Die zweiundzwanzigmonatliche Theaterleitung des Herrn Director Schwemer – Ein Beitrag zur Staats-, Rechts- und Sittengeschichte der Breslauer Stadttheaters (1859)
Ein Vademecum für den Bischof von Mainz, Herrn Wilhelm Emmanuel Freiherr von Ketteler. Mainz (1968)
Das Lutherfest zu Worms mit besonderer Rücksicht auf die Bonifacius Feier in Mainz im Jahre 1855, Ein freies Wort an den Bischof von Mainz, Herrn Wilhelm Emmanuel Freiherr v. Ketteler. Wiesbaden (1868)
Werkausgabe
Franz Freiherrn Gaudy’s poetische und prosaische Werke (1853)